# Campeonato Mundial de Remo de 2013
O Campeonato Mundial de Remo de 2013 foi a 43º edição do Campeonato Mundial de Remo, foi realizado no Lago Tangeum, em Chungju, Coreia do Sul.

## Resultados

### Masculino
| Evento                                 | Ouro | Prata | Bronze |
| -------------------------------------- | --- | --- | --- |
| Scull ind. M1X (01.09)                 | Ondřej Synek · Chéquia · 6:45,24 | Ángel Fournier Rodríguez · Cuba · 6:48,91 | Marcel Hacker · Alemanha · 6:49,39 |
| Doble scull M2X (01.09)                | Nils Jakob Hoff · Kjetil Borch · Noruega · 6:09,51 | Rolandas Maščinskas · Saulius Ritteris · Lituânia · 6:10,87 | Francesco Fossi · Romano Battisti · Itália · 6:12,54 |
| Cuatro scull M4X (31.08)               | David Šain · Martin Sinković · Damir Martin · Valent Sinković · Croácia · 5:53,57 | Karl Schulze · Paul Heinrich · Lauritz Schoof · Tim Grohmann · Alemanha · 5:54,39                                                                                               | Graeme Thomas · Sam Townsend · Charles Cousins · Peter Lambert · Reino Unido · 5:54,78                                                                                           |
| Dos sin timonel M2- (31.08)            | Eric Murray · Hamish Bond · Nova Zelândia · 6:34,98 | Germain Chardin · Dorian Mortelette · França · 6:41,74 | Rogier Blink · Mitchel Steenman · Países Baixos · 6:45,67 |
| Dos con timonel M2+ (30.08)            | Luca Parlato · Vincenzo Abbagnale · Enrico D'Aniello (t) · Itália · 7:09,15 | Paul Schröter · Bastian Bechler · Jonas Wiesen (t) · Alemanha · 7:12,34 | Matthieu Moinaux · Laurent Cadot · Benjamin Manceau (t) · França · 7:13,50 |
| Cuatro sin timonel M4- (31.08)         | Boaz Meylink · Kaj Hendriks · Mechiel Versluis · Robert Luecken · Países Baixos · 5:13,95                                                                                              | William Lockwood · Alexander Lloyd · Spencer Turrin · Joshua Dunkley-Smith · Austrália · 5:14,58                                                                                | Grant James · Seth Weil · Henrik Rummel · Michael Gennaro · Estados Unidos · 5:15,46                                                                                             |
| Ocho con timonel M8+ (31.08)           | Daniel Ritchie · Tom Ransley · Alex Gregory · Pete Reed · Mohamed Sbihi · Andrew Triggs Hodge · George Nash · William Satch · Phelan Hill (t) · Reino Unido · 5:50,35                  | Hannes Ocik · Maximilian Munski · Eric Johannesen · Maximilian Reinelt · Anton Braun · Felix Drahotta · Richard Schmidt · Kristof Wilke · Martin Sauer (t) · Alemanha · 5:30,82 | Ian Silveira · Ross James · Nareg Guregian · Ambrose Puttmann · Austin Hack · Stephen Kasprzyk · Thomas Dethlefs · Thomas Peszek · Zachary Vlahos (t) · Estados Unidos · 5:33,92 |
| Scull ind. ligero LM1X (30.08)         | Henrik Stephansen · Dinamarca · 7:11,13 | Jérémie Azou · França · 7:12,94 | Péter Galambos · Hungria · 7:14,38 |
| Doble scull ligero LM2X (31.08)        | Kristoffer Brun · Are Strandli · Noruega · 6:36,04 | Simon Schürch · Mario Gyr · Suíça · 6:37,11 | Richard Chambers · Peter Chambers · Reino Unido · 6:38,04 |
| Cuatro scull ligero LM4X (30.08)       | Yeoryos Konsolas · Spyridon Yannaros · Panayotis Magdanis · Eleftherios Konsolas · Grécia · 6:03,44                                                                                    | Moritz Moos · Julius Peschel · Jonas Schützeberg · Jason Osborne · Alemanha · 6:05,55                                                                                           | Paolo Ghidini · Matteo Mulas · Andrea Cereda · Francesco Rigon · Itália · 6:07,19                                                                                                |
| Dos sin timonel ligero LM2- (30.08)    | Simon Niepmann · Lucas Tramer · Suíça · 6:49,85 | Elia Luini · Martino Goretti · Itália · 6:51,48 | Sam Scrimgeour · Mark Aldred · Reino Unido · 6:52,08 |
| Cuatro sin timonel ligero LM4- (01.09) | Kasper Winther · Jacob Larsen · Jacob Barsøe · Morten Jørgensen · Dinamarca · 5:55,68                                                                                                  | James Hunter · James Lassche · Peter Taylor · Curtis Rapley · Nova Zelândia · 5:57,28                                                                                           | Adam Freeman-Pask · William Fletcher · Jonathan Clegg · Chris Bartley · Reino Unido · 5:59,98                                                                                    |
| Ocho con timonel ligero LM8+ (30.08)   | Simone Molteni · Catello Amarante · Petru Zaharia · Leone Barbaro · Stefano Oppo · Vincenzo Serpico · Francesco Schisano · Paolo Di Girolamo · Enrico D'Aniello (t) · Itália · 6:02,27 | John Price · John McDonnell · Timothy Widdicombe · Alister Foot · Blair Tunevitsch · Darryn Purcell · Nicholas Silcox · Simon Nola · Timothy Webster (t) · Austrália · 6:06,51  | David Morgenstern · Bryan Pape · Tobin Mc Gee · Brendan Mulvey · Dorian Weber · Joshua Getz · Peter Gibson · Sean Gibel · Michael Hwang (t) · Estados Unidos · 6:10,20           |

- (t) – timoneiro

### Feminino
| Evento                           | Ouro | Prata | Bronze |
| -------------------------------- | --- | --- | --- |
| Scull ind. W1X (01.09)           | Kim Crow · Austrália · 7:31,34 | Emma Twigg · Nova Zelândia · 7:33,57 | Miroslava Knapková · Chéquia · 7:36,88 |
| Doble scull W2X (01.09)          | Donata Vištartaitė · Milda Valčiukaitė · Lituânia · 6:51,82 | Fiona Bourke · Zoe Stevenson · Nova Zelândia · 6:51,86 | Ekaterina Karsten · Yuliya Bichyk · Bielorrússia · 6:55,90 |
| Cuatro scull W4X (31.08)         | Annekatrin Thiele · Carina Bär · Julia Richter · Britta Oppelt · Alemanha · 6:41,86                                                                                                 | Emily Cameron · Katharine Goodfellow · Carling Zeeman · Antje von Seydlitz-Kurzbach · Canadá · 6:45,02                                                                             | Sylwia Lewandowska · Joanna Leszczyńska · Magdalena Fularczyk · Natalia Madaj · Polónia · 6:46,27                                                                        |
| Dos sin timonel W2- (31.08)      | Helen Glover · Polly Swann · Reino Unido · 6:22,82 | Roxana Cogianu · Nicoleta Albu · Roménia · 6:25,75 | Kayla Pratt · Rebecca Scown · Nova Zelândia · 6:27,58 |
| Cuatro sin timonel W4- (30.08)   | Emily Huelskamp · Olivia Coffey · Tessa Gobbo · Felice Mueller · Estados Unidos · 6:43,15                                                                                           | Sarah Black · Christine Roper · Natalie Mastracci · Cristy Nurse · Canadá · 6:47,62                                                                                                | Hannah Vermeersch · Alexandra Hagan · Charlotte Sutherland · Lucy Stephan · Austrália · 6:49,26                                                                          |
| Ocho con timonel W8+ (01.09)     | Amanda Polk · Kerry Simmonds · Emily Regan · Lauren Schmetterling · Grace Luczak · Meghan Musnicki · Victoria Opitz · Caroline Lind · Katelin Snyder (t) · Estados Unidos · 6:02,14 | Cristina Ilie · Ionelia Zaharia · Cristina Grigoraş · Ioana Crăciun · Camelia Lupaşcu · Andreea Boghian · Roxana Cogianu · Nicoleta Albu · Daniela Druncea (t) · Roménia · 6:07,04 | Lisa Roman · Jennifer Martins · Carolyn Ganes · Susanne Grainger · Sarah Black · Christine Roper · Natalie Mastracci · Cristy Nurse · Kristen Kit (t) · Canadá · 6:09,34 |
| Scull ind. ligero LW1X (30.08)   | Michaela Taupe-Traer · Áustria · 7:50,62 | Ekaterini Nikolaidu · Grécia · 7:53,23 | Ruth Walczak · Reino Unido · 7:54,12 |
| Doble scull ligero LW2X (31.08)  | Laura Milani · Elisabetta Sancassani · Itália · 6:17,31 | Kristin Hedstrom · Kathleen Bertko · Estados Unidos · 6:20,73 | Lena Müller · Anja Noske · Alemanha · 6:22,24 |
| Cuatro scull ligero LW4X (30.08) | Mirte Kraaijkamp · Maaike Head · Rianne Sigmond · Marie-Anne Frenken · Países Baixos · 6:49,80                                                                                      | Rachel Stortvedt · Hillary Saeger · Helen Tompkins · Nancy Miles · Estados Unidos · 6:54,22                                                                                        | Greta Masserano · Enrica Marasca · Giulia Pollini · Eleonora Trivella · Itália · 6:57,06                                                                                 |

- (t) – timoneiro

## Quadro de Medalhas
| Ordem | País           | Medalha de ouro | Medalha de prata | Medalha de bronze | Total |
| ----- | -------------- | --------------- | ---------------- | ----------------- | ----- |
| 1     | Itália         | 3               | 1                | 3                 | 7     |
| 2     | Estados Unidos | 2               | 2                | 3                 | 7     |
| 3     | Reino Unido    | 2               | 0                | 5                 | 7     |
| 4     | Países Baixos  | 2               | 0                | 1                 | 3     |
| 5     | Dinamarca      | 2               | 0                | 0                 | 2     |
| 5     | Noruega        | 2               | 0                | 0                 | 2     |
| 7     | Alemanha       | 1               | 4                | 2                 | 7     |
| 8     | Nova Zelândia  | 1               | 3                | 1                 | 5     |
| 9     | Austrália      | 1               | 2                | 1                 | 4     |
| 10    | Grécia         | 1               | 1                | 0                 | 2     |
| 10    | Lituânia       | 1               | 1                | 0                 | 2     |
| 10    | Suíça          | 1               | 1                | 0                 | 2     |
| 13    | Chéquia        | 1               | 0                | 1                 | 2     |
| 14    | Áustria        | 1               | 0                | 0                 | 1     |
| 14    | Croácia        | 1               | 0                | 0                 | 1     |
| 16    | Canadá         | 0               | 2                | 1                 | 3     |
| 16    | França         | 0               | 2                | 1                 | 3     |
| 18    | Roménia        | 0               | 2                | 0                 | 2     |
| 19    | Cuba           | 0               | 1                | 0                 | 1     |
| 20    | Bielorrússia   | 0               | 0                | 1                 | 1     |
| 20    | Hungria        | 0               | 0                | 1                 | 1     |
| 20    | Polónia        | 0               | 0                | 1                 | 1     |
|       | TOTAL          | 22              | 22               | 22                | 66    |